# World Club Challenge 2003
El World Club Challenge de 2003 fue la decimoprimera edición del torneo de rugby league más importante de clubes a nivel mundial.

## Formato
Se enfrentan los campeones del año anterior de las dos ligas más importantes de rugby league del mundo, la National Rugby League y la Super League.

## Participantes
| Liga                       | Ganador         |
| -------------------------- | --------------- |
| National Rugby League 2002 | Sydney Roosters |
| Super League VII           | St Helens RFC   |

## Encuentro
| 14 de febrero de 2003 | St Helens RFC | 0 - 38 | Sydney Roosters | University of Bolton Stadium, Bolton |  |
|                       |               |        |                 | Asistencia: 19 807 espectadores      |  |

| Bandera de Australia    |
| Campeón Sydney Roosters |
| Segundo título          |